# Martha Reeves
Martha Rose Reeves (* 18. července 1941 Eufaula, Alabama, USA) je americká zpěvačka. Počátkem roku 1960 krátce hrála se skupinou The Fascinations. V letech 1962-1972 byla zpěvačkou skupiny The Vandellas, se kterou byla v roce 1995 uvedena do Rock and Roll Hall of Fame.